# Lucia Olofsdotter (Skelge)
Lucia Olofsdotter (Skelge), född omkring 1420, död mellan 1490 och 1498, var en svensk mecenat och abbedissa.

## Biografi
Lucia härstammade troligen från en familj som på 1300-talet räknades till Åbo borgerskap men som kring år 1400 hade avancerat till frälse.Lucia Olofsdotter var dotter till väpnaren Olof Nilsson och Kristina Rötgersdotter (två uppsträckta ormar). Efter makens död gifte Kristina om sig med Hans Hustad. Olof och Kristina hade ytterligare tre döttrar. 
Lucia ställdes själv under sin farmors brors, Henrik Svärds förmynderskap. Lucias förmyndare, riksrådet Henrik Svärd ordnade ca 1438 hennes trolovning och äktenskap med sin svåger, sedermera riksrådet Henrik Klasson (Djäkn). Henrik var son till hövitsmannen Klas Lydekesson Djäkn till Nynäs och Kristina Jönsdotter (Garp). Lucias och Henriks äktenskap blev barnlöst. Lucias och Henriks första sätesgård var Nynäs i Nousis men från ca 1449 Kaskis i Mietois, som de hade köpt tillsammans. 
År 1438 beslöt riksrådet att grunda ett birgittakloster i Åbo stift och donerade Stenberga kungsgård i Masku socken till klostrets uppehälle. Vadstenamunkarna Åke Jönsson och Laurens Håkansson sändes dit och startade bygget av klostret i den under Stenberga hörande Karinkylä by i samma socken. 
Vid kung Kristofer av Bayerns kröning år 1441 slogs Henrik Klasson till riddare och fick därmed sin framstående ställning i riket bekräftad. Munken Åke Jönsson vigdes år 1442 i Stockholm till biskop i Västerås. Kort efter vigningen skänkte Henrik Klasson och Lucia Olofsdotter Lucias fäderneärvda gods Ailos i Reso till klostret, kanske ett slags hedersbevisning för den nye biskopen men också en avsevärt lämpligare plats för klostret än den dittills tilltänkta. Gåvan förutsatte att klostret byggdes just på denna plats. Kung Kristofer gav år 1443 sin bekräftelse på att klostret fick flyttas dit.
Henrik Klasson förefaller att ha haft dålig hälsa och äktenskapet var barnlöst. Han och hans hustru gjorde år 1445 upp var sitt testamente som gjorde den andra till huvudsaklig arvinge. År 1448 skänkte de Ajoisenpää, ett av Henriks köpegods i Masku, till Helga tre konungars altare i Åbo domkyrka. Följande år då Henrik blev lagman i Norrfinne lagsaga flyttade paret från Nynäs i Nousis till Kaskis i Mietois. Under de följande åren gjorde Henrik och Lucia flera testamenten där förmånstagare var, förutom personer som stod klostret och domkyrkan nära, samma institutioner som tidigare och även kyrkan i Nousis. 
Efter Henriks död bodde Lucia kvar på Kaskis. Där beredde hon möjligheten att donera större delen av sin förmögenhet till Nådendals kloster genom att korrespondera med sina släktingar och förmå dem att avstå från sin arvsrätt. Inte alla av dem var nöjda med hennes planer och tvister inleddes, som varade ännu efter hennes död. År 1485 gav hon i varje fall till klostret två av sina morgongåvogods till klostret och man antar att det hängde samman med att hon själv inträdde i orden. Två år senare anhöll Lucia hos påven om att få donera några gods till klostret där hon då bodde med avsikt att avlägga klosterlöften. De gods som det då handlade om var Lucias mödernearv och var desamma som väckte splittringen med hennes släktingar. Godsen övergick till klostret först år 1490. Detta år sålde hon också sju gods, bland dem sätesgården Kaskis, för ett lågt pris till riksföreståndaren Sten Sture, ärkebiskopen i Uppsala Jakob Ulfsson, biskopen i Åbo Magnus Nilsson (Särkilax) och riksrådet Knut Jönsson Posse. Köpevillkoret var att godsen skulle skänkas till Nådendals kloster, vilket också blev fallet. Med köpesumman ersatte Lucia sina släktingar så att de inte senare kunde kräva ut något arv. Lucia nämns som levande sista gången 1490 och som den redan avlidna moder Lucia år 1498.